# Alturas
Alturas és la ciutat i capital del Comtat de Modoc a l'estat de Califòrnia als Estats Units d'Amèrica. Segons el cens del 2009 tenia 2.788 habitants.

## Demografia
Segons el cens del 2000, Alturas tenia 2.892 habitants, 1.181 habitatges, i 753 famílies. La densitat de població era de 507,5 habitants per km².
Dels 1.181 habitatges en un 35,3% hi vivien nens de menys de 18 anys, en un 45,6% hi vivien parelles casades, en un 14,1% dones solteres, i en un 36,2% no eren unitats familiars. En el 32,5% dels habitatges hi vivien persones soles el 14,5% de les quals corresponia a persones de 65 anys o més que vivien soles. El nombre mitjà de persones vivint en cada habitatge era de 2,38 i el nombre mitjà de persones que vivien en cada família era de 3.
Per edats la població es repartia de la següent manera: un 28,7% tenia menys de 18 anys, un 6,6% entre 18 i 24, un 24,9% entre 25 i 44, un 22,9% de 45 a 60 i un 16,9% 65 anys o més.
L'edat mediana era de 38 anys. Per cada 100 dones de 18 o més anys hi havia 85,3 homes.
La renda mediana per habitatge era de 24.351 $ i la renda mediana per família de 31.385 $. Els homes tenien una renda mediana de 36.500 $ mentre que les dones 21.750 $. La renda per capita de la població era de 19.281 $. Entorn del 23% de les famílies i el 27,1% de la població estaven per davall del llindar de pobresa.

## Poblacions properes
El següent diagrama mostra les poblacions més properes.